# Bund-Länder-Ausschuss für schulische Arbeit im Ausland
Der Bund-Länder-Ausschuss für schulische Arbeit im Ausland, BLASchA, koordiniert die Zusammenarbeit zwischen der Kultusministerkonferenz und dem Auswärtigen Amt für den Bereich der  Auslandsschulen und die Förderung der deutschen Sprache an Schulen im Ausland.
Er hat eine Beratungsaufgabe: Er klärt grundsätzliche Fragen des Auslandsschulwesens in Abstimmung mit dem Auswärtigen Amt. Im engeren Sinne geht es hauptsächlich um pädagogische und unterrichtsorganisatorische Einzelfragen. Schulorganisation und förderrelevante Fragen liegen in der Kompetenz des Bundes.
Der Ausschuss nimmt auch zu aktuellen Problemen des Auslandsschulwesens Stellung.
Das Deutsche Sprachdiplom der Kultusministerkonferenz, besonders mit dem höheren Ergebnis der Stufe II auf C1-Niveau, ermöglicht Absolventen ohne deutsche Nationalität die für ein Studium in Deutschland erforderlichen Deutschkenntnisse zu erwerben.
Der Ausschuss setzt sich aus jeweils einem Vertreter der 16 Landeskultusverwaltungen zusammen, dazu kommt der Leiter des Schulreferats des Auswärtigen Amtes und der Leiter der Zentralstelle für das Auslandsschulwesen im Bundesamt für Auswärtige Angelegenheiten. Der Vorsitz wird gemeinsam von Bund- und Länderseite besetzt.
Die Geschäftsstelle des BLASchA ist das Sekretariat der Kultusministerkonferenz.